# Нефёдов, Михаил Кузьмич
Михаи́л Кузьми́ч Нефёдов (род. 12 ноября 1936 года, Татарская АССР) — живописец, член Союза художников России.

## Биография
Михаил Нефёдов родился 12 ноября 1936 года в селе Семиозёрка Татарской АССР. Получил художественное образование вопреки воле отца, окончив в 1952 году Казанское художественное училище, затем художественно-графический факультет Государственного педагогического института имени Абая в Алма-Ате. В Алма-Ате в 1963 году прошла его первая персональная выставка. Работал главным художником Ленинска (Байконура) с 1960 по 1975 год. С 1975 года — член Союза художников СССР. С 1975 по 1998 год Михаил Нефёдов жил и работал в Йошкар-Оле, где в 1983 году вступил в Союз художников России, а в 1998 году переехал в местечко Раифа близ Раифского Богородицкого мужского монастыря.

## Творчество
Михаил Нефёдов пишет жанровые картины как на темы истории России («Смерть Дмитрия», «Марфа-посадница», «Петр I», «Княгиня Ольга», «Яблоко раздора»), так и на религиозные темы. По мнению казанского искусствоведа Марии Ильиной, несмотря на то, тематические картины являются сложным жанром:
…картины Нефедова не ласкают взгляд гладкостью письма, миловидностью лиц, эффектными аксессуарами. Автор не придерживается правил салонного искусства, своему зрителю он предлагает вступить в диалог, обратиться к истории и постичь «дух времени».
Сам художник считает необходимым возрождение русской иконописи и русской реалистической живописи, полагая, что художники школы Васнецова и передвижники были слишком близки к западноевропейскому искусству.
Картины Михаила Нефёдова находятся в Чувашском государственном художественном музее и в галерее «Ак Барс» в Казани. Он участвовал в региональных выставках в более чем 30 городах, в том числе в Москве, Йошкар-Оле, Казани. Его картины были представлены на аукционе Друо в Париже.

## Персональные выставки
- Художественно-графический факультет института имени Абая, Алма-Ата, 1963 год[2].
- «История в полотнах», Казань[2].
- Выставка, посвящённая десятилетию возрождения Раифской обители, Казань[2].
- «50 творческих лет в искусстве живописи», Марийский республиканский музей изобразительных искусств, Йошкар-Ола, 2008 год[3].